# Petr Janda (Musiker)

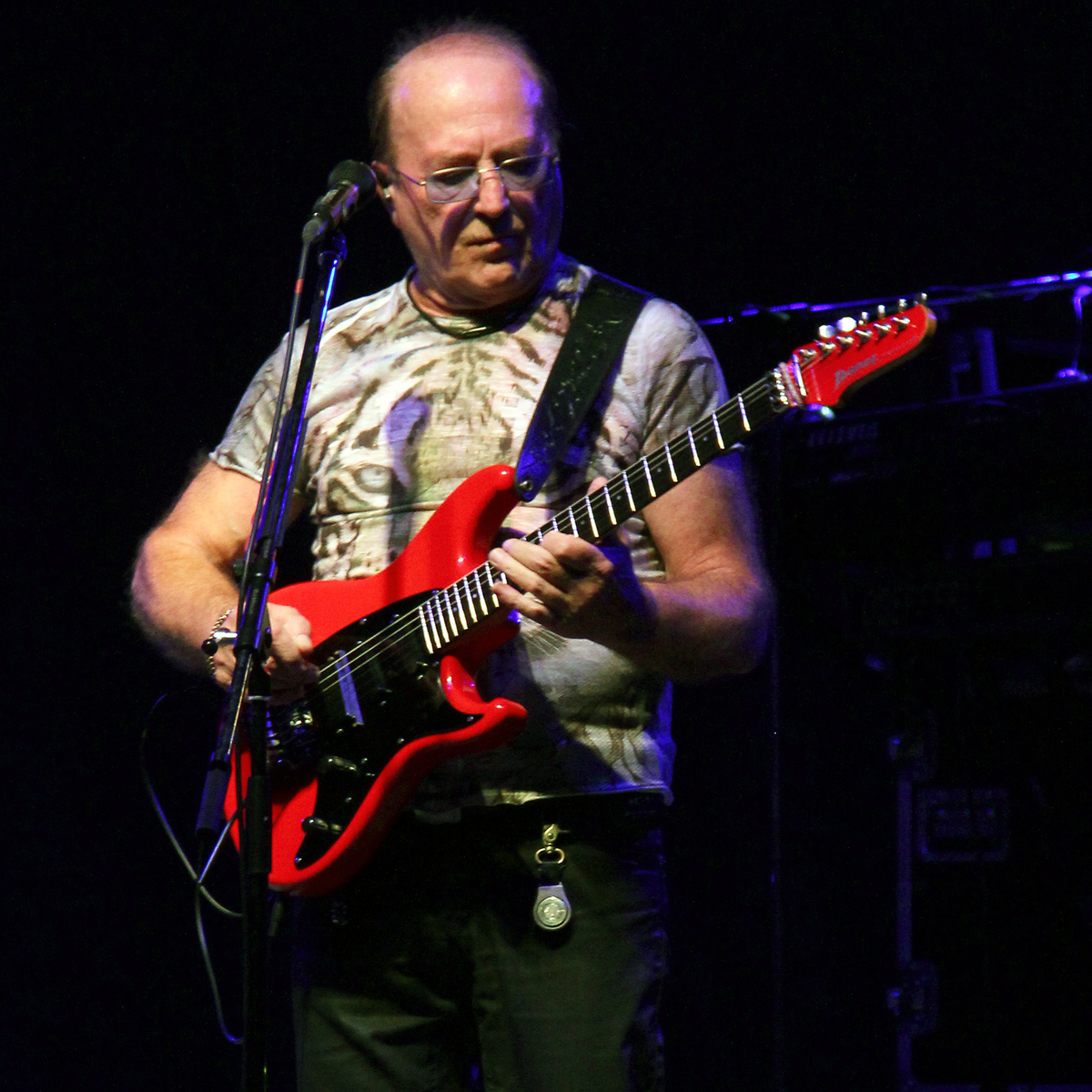
Petr Janda

Petr Janda (* 2. Mai 1942 in Prag) ist ein tschechischer Rocksänger, Songwriter und Gitarrist. Er ist seit 1963 Sänger der Band Olympic.

## Leben
Seine Karriere fing 1959 mit der Band Sputníci an, später beteiligte er sich an Big Beat Quintet (auch B.B.Q.). 1963 wechselte er zur Rockband Olympic. Dank des Wochenmagazins Mladý svět durfte die Band auch im westlichen Ausland spielen, was zur damaligen Zeit selten war. In der Band war er als Songwriter, Sänger und Gitarrist tätig.
Im April 1974 wurde seine Tochter Marta Jandová geboren.
Von 1974 bis 1976 hat er am tschechoslowakischen Publikumspreis Zlatý slavík teilgenommen. In den Jahren 1981 bis 1983 gewann er beim gleichen Wettbewerb mit seiner Band mehrere Preise. Von 1996 bis 1998 nahm er mit der Band am tschechischen Wettbewerb Česky slavík teil und erhielt die ersten Preise.